# 罗娜·辛普森
罗娜·辛普森（英語：Rhona Simpson，1972年7月14日—），英国女子曲棍球运动员。她曾代表英国参加1996年和2000年夏季奥林匹克运动会曲棍球比赛，分别获得第四名和第八名。